# خيسوس بوسادا
خيسوس بوسادا (بالإسبانية: Jesús Posada)‏ هو مهندس مدني ومهندس واقتصادي وسياسي إسباني، ولد في 4 أبريل 1945 في سريا في إسبانيا. حزبياً، نشط في حزب الشعب.

## مناصب
- انتخب  (يوليو 1987 – مايو 1989).
- في الانتخابات العمومية الإسبانية 1993 [الإنجليزية]‏، انتخب عضو مجلس النواب الإسباني  [لغات أخرى]‏ عن دائرة Soria (Congress of Deputies constituency) [الإنجليزية]‏ خلال فترته النيابية  [لغات أخرى]‏ (21 يونيو 1993 – 27 مارس 1996).
- في الانتخابات العمومية الإسبانية 2008 [الإنجليزية]‏، انتخب عضو مجلس النواب الإسباني  [لغات أخرى]‏ عن دائرة Soria (Congress of Deputies constituency) [الإنجليزية]‏ خلال فترته النيابية  [لغات أخرى]‏ (24 مارس 2008 – 13 ديسمبر 2011).
- في الانتخابات العمومية الإسبانية 2004 [الإنجليزية]‏، انتخب عضو مجلس النواب الإسباني  [لغات أخرى]‏ عن دائرة Soria (Congress of Deputies constituency) [الإنجليزية]‏ خلال فترته النيابية  [لغات أخرى]‏ (24 مارس 2004 – 15 يناير 2008).
- في الانتخابات العمومية الإسبانية 2000 [الإنجليزية]‏، انتخب عضو مجلس النواب الإسباني  [لغات أخرى]‏ عن دائرة Soria (Congress of Deputies constituency) [الإنجليزية]‏ خلال فترته النيابية  [لغات أخرى]‏ ( – 2 أبريل 2004).
- في الانتخابات العمومية الإسبانية 1996 [الإنجليزية]‏، انتخب عضو مجلس النواب الإسباني  [لغات أخرى]‏ عن دائرة Soria (Congress of Deputies constituency) [الإنجليزية]‏ خلال فترته النيابية  [لغات أخرى]‏ (21 مارس 1996 – ).
- في الانتخابات العامة الإسبانية 2016 [الإنجليزية]‏، انتخب عضو مجلس النواب الإسباني  [لغات أخرى]‏ عن دائرة Soria (Congress of Deputies constituency) [الإنجليزية]‏ خلال فترته النيابية  [لغات أخرى]‏ (7 يوليو 2016 – ).
- في الانتخابات العامة الإسبانية 2015 [الإنجليزية]‏، انتخب عضو مجلس النواب الإسباني  [لغات أخرى]‏ عن دائرة Soria (Congress of Deputies constituency) [الإنجليزية]‏ خلال فترته النيابية  [لغات أخرى]‏ (29 ديسمبر 2015 – 19 يوليو 2016).
- في الانتخابات العمومية الإسبانية 2011 [الإنجليزية]‏، انتخب عضو مجلس النواب الإسباني  [لغات أخرى]‏ عن دائرة Soria (Congress of Deputies constituency) [الإنجليزية]‏ خلال فترته النيابية  [لغات أخرى]‏ (29 نوفمبر 2011 – 13 يناير 2016).
- انتخب Minister for Public Administration ‏ ( – 10 يوليو 2002).
- انتخب Minister for Agriculture, Fisheries and Food ‏ (30 أبريل 1999 – ).
- انتخب President of the Congress of Deputies [الإنجليزية]‏ (13 ديسمبر 2011 – 13 يناير 2016).
- انتخب President of the Regional Government of Castile and León [الإنجليزية]‏ (16 سبتمبر 1989 – 5 يوليو 1991).
- انتخب Member of the Cortes of Castile and León  [لغات أخرى]‏ عن دائرة Soria (Congress of Deputies constituency) [الإنجليزية]‏ (7 مايو 1983 – 6 يونيو 1993).
- انتخب  (1979 – 1981).
- انتخب عضو مجلس الشيوخ الإسباني  [لغات أخرى]‏ (12 يوليو 1991 – 13 أبريل 1993).